# Хиабантепа
Хиабантепа (узб. Xiyobontepa) — археологический памятник VII—начала XIII вв. Представляет собой руины замка, окружённого селением.
Входит в список «Объектов материального культурного наследия Узбекистана республиканского значения». 

## Расположение
Находится в центре старогородской части Ташкента в районе канала Калькауз, на улице Фараби, недалеко от Чигатайского кладбища.

## Характеристика
Представляет собой останец самой высокой части строения, сооружённого из сырцового кирпича, подрытого со всех сторон и окружённого городской застройкой. Руины замка не сохранились. Верхний культурный слой относится к IX—XII вв, в этот период развалины замка были присоединены к внутреннему рабаду Бинкета и, впоследствии, застроены и включены в его черту. Был разрушен в начале XIII века в результате монгольского нашествия.

## История открытия и изучения
Памятник был отмечен в 1924 году М. Е. Массоном. Обследование было произведено в 1968—1969 годах Ташкентской археологической экспедицией.